# Охотничий переулок (Санкт-Петербург)
Охо́тничий переулок — переулок в Кировском районе Санкт-Петербурга. Проходит от Балтийской улицы до улицы Маршала Говорова.

## История
Первоначальное название Козловский переулок известно с 1904 года, дано по фамилии домовладельца.
Современное название Охотничий переулок присвоено 27 февраля 1941 года.

## Достопримечательности
- СПб ГБОУ СПО «Петровский колледж»